# Centrochir crocodili
Centrochir crocodili är en fiskart som först beskrevs av Alexander von Humboldt 1821.  Centrochir crocodili ingår i släktet Centrochir och familjen Doradidae. Inga underarter finns listade i Catalogue of Life.